# Klandorf
Klandorf ist ein Ortsteil der amtsfreien Gemeinde Schorfheide im Landkreis Barnim in Brandenburg.

## Geschichte
Die Umgebung von Klandorf ist uraltes Siedlungsgebiet. Bei 1908/09 vorgenommenen Ausgrabungsarbeiten in der Nähe des Bahnhofs stieß man auf ein ausgedehntes Urnenfeld und mehrere Leichenverbrennungsstätten altgermanischen Ursprungs.
Im 13. Jahrhundert existierte bereits ein Dorf in der Nähe, ein Flurname nennt noch das „wüste“ Land. Aus der gleichen Zeit stammen 16 Teeröfen und zwei Herde mit Pechtöpfen, die 1936/39 freigelegt wurden.
Das Dorf selbst wurde 1811 gegründet. Es entstand nach dem großen Brand vom 6. September 1808 in Groß Schönebeck, bei dem das Lehnschulzengut und einige Gehöfte niederbrannten und in dessen Folge 16 Kossäten umgesiedelt wurden. Seinen Namen erhielt das Dorf nach dem Klanfließ. Die ersten Eintragungen im Kirchenbuch lauteten „auf dem Klahn“ bei Groß Schönebeck.
Klandorf wurde zum 1. Januar 1974 nach Groß Schönebeck eingemeindet.
Klandorf gehörte bis 1952 zum Landkreis Niederbarnim in der preußischen Provinz Brandenburg (nach dem Zweiten Weltkrieg Land Brandenburg), 1952 bis 1993 zum Kreis Bernau im Bezirk Frankfurt (Oder) (1990 bis 1993 Land Brandenburg).
2003 schlossen sich Groß Schönebeck mit seinem Ortsteil Klandorf und Finowfurt zur Gemeinde Schorfheide zusammen.

## Sehenswürdigkeiten

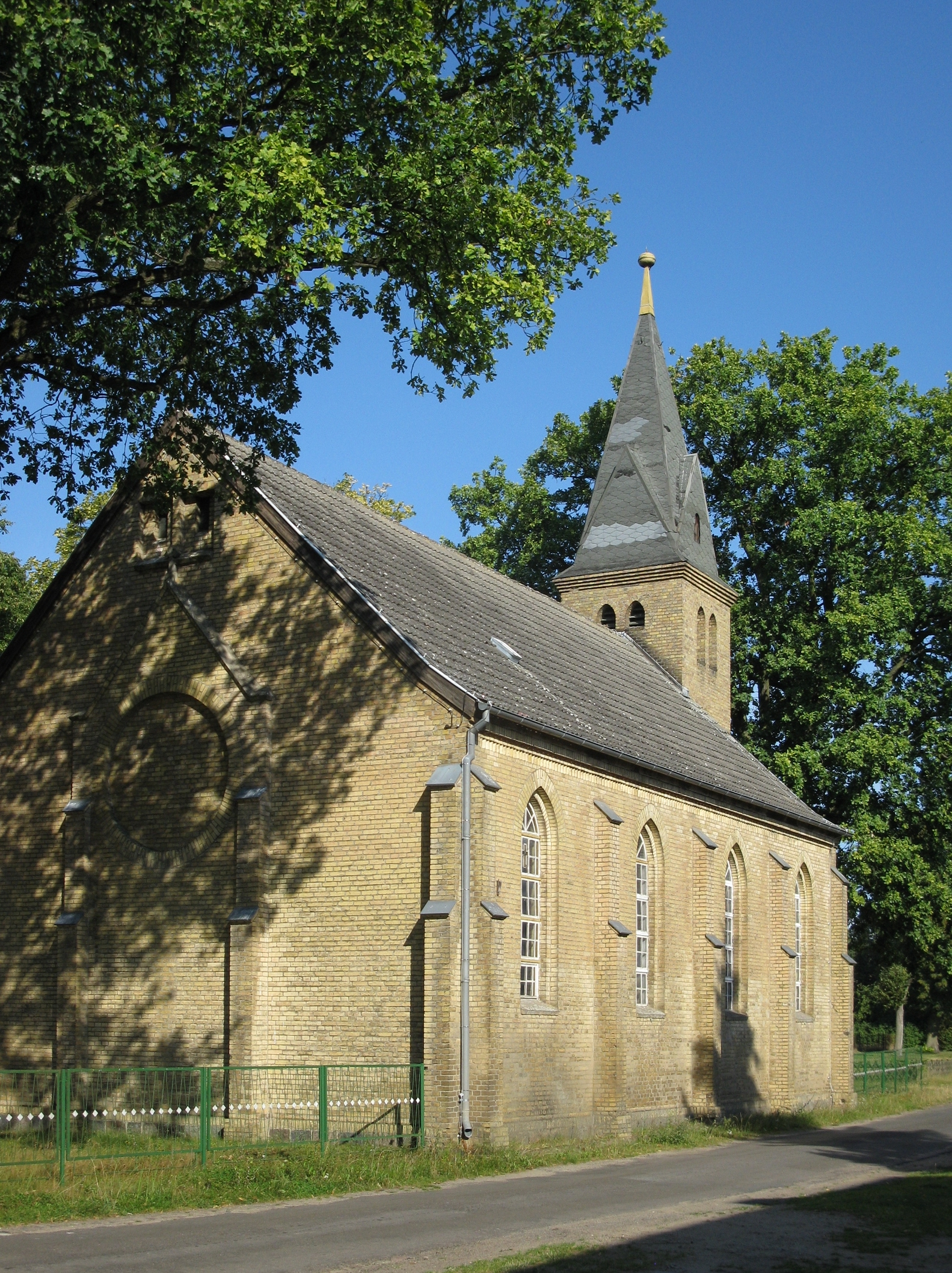
Dorfkirche

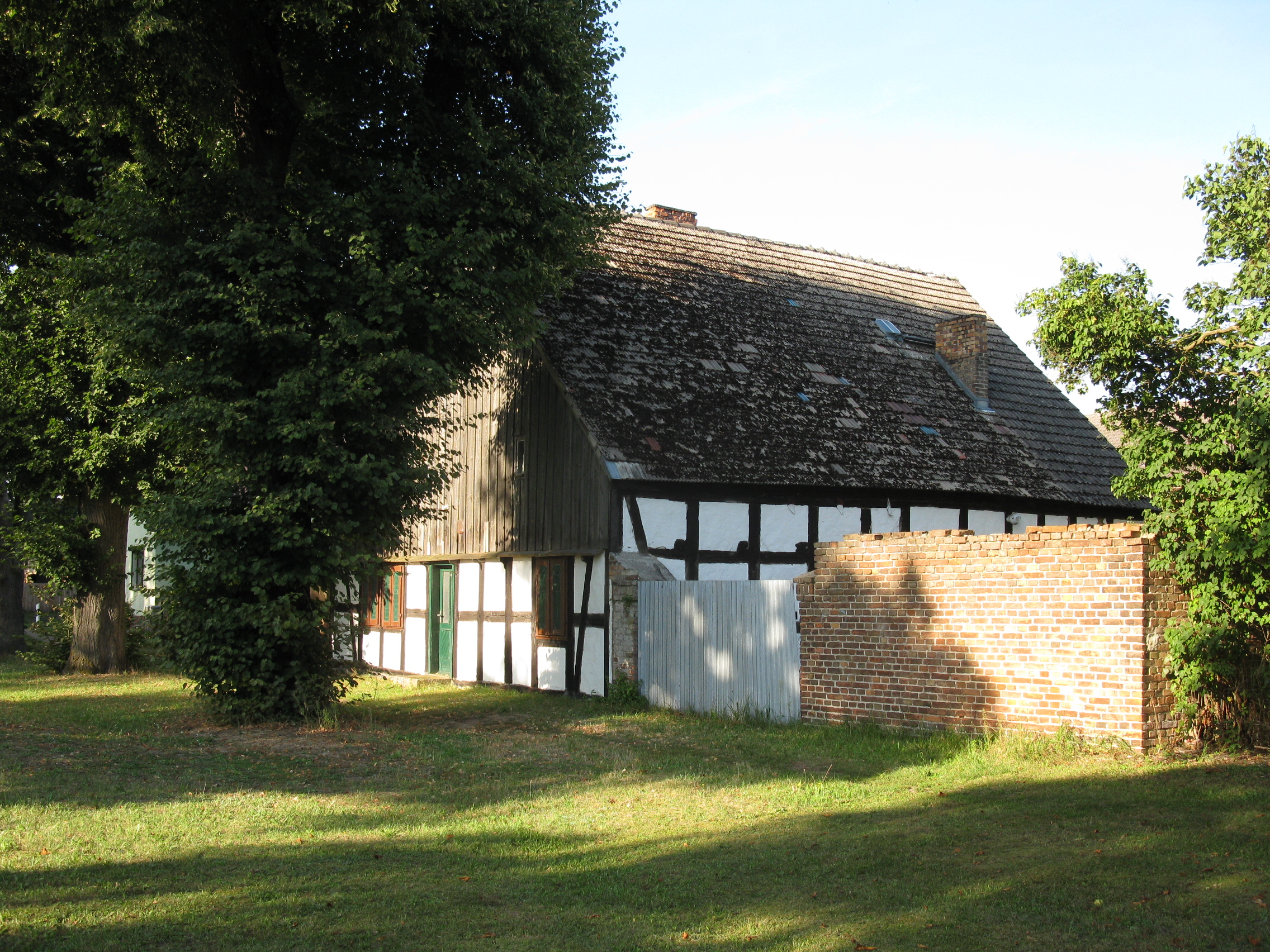
Mittelflurhaus

In der Denkmalliste des Landes Brandenburg und in der Liste der Baudenkmale in Schorfheide sind verzeichnet:
- Dorfkirche
- Mittelflurhaus, Dorfstraße 59

Die neogotische Kirche wurde im Jahre 1868 aus hellen Backsteinen auf Granitsockel erbaut. Die Kirche ist nicht, wie traditionell üblich, ostwestlich ausgerichtet, sondern steht gleichlaufend mit der breiten Dorfstraße in Nord-Süd-Richtung. Am 8. Februar 1869 wurde die Kirche feierlich eingeweiht. Den nördlichen Turm erhielt die Kirche im Jahre 1914. Er hat an allen Seiten gepaarte Schallöffnungen. Die Turmspitze wurde 1984 erneuert. Im Innern hat die Kirche eine Bretterdecke, und unter der Empore im Norden befindet sich seit 1950 die beheizbare Winterkirche. Die Ausmalung der Kirche erfolgte im Jahre 1898.
Die Ausstattung der Kirche stammt aus ihrer Gründungszeit (1868/69). An der Südwand ist ein großes Christusmonogramm angebracht. Hinter dem gemauerten Altar befindet sich die Kanzel. Sie hat die Form einer langgestreckten Estrade. Die achtseitige, ebenfalls neogotische Taufe (links vom Altar) ist aus Eisenblech gearbeitet. Das Kirchengestühl datiert ebenfalls aus der Gründungszeit der Kirche. Die Orgel auf der Nordempore wurde im Jahre 1908 von der Eberswalder Orgelbaufirma Albert Kienscherf errichtet.
Das Mittelflurhaus gilt als ältestes Haus im Dorf und wurde angeblich bereits 1807, also noch vor dem Zuzug der aus Groß Schönebeck Vertriebenen, erbaut. Nach umfangreichen Sanierungsarbeiten in enger Abstimmung mit den Denkmalbehörden 2016–2019 trägt es nun maßgeblich zur Erhaltung des historischen Dorfkerns bei.  Es kann nach Voranmeldung besichtigt werden.

## Verkehr
Klandorf liegt zwei Kilometer östlich der Landesstraße 100, die die Schorfheide in Nord-Süd-Richtung durchquert (bis 2005 Bundesstraße 109).
Der Ort erhielt im Jahre 1901 Anschluss an die Reinickendorf-Liebenwalde-Groß Schönebecker Eisenbahn, die sogenannte Heidekrautbahn, heute Regionalbahn von Berlin-Karow nach Groß Schönebeck (Kursbuchnummer 209.27). Der Haltepunkt Klandorf wird tagsüber im Zweistundentakt bedient.

## Sonstiges
- In Berlin-Marzahn ist seit 1983 eine Straße nach Klandorf benannt.
- Die Folge „Wolfsland“ der Kriminalfilmreihe Polizeiruf 110 wurde 2013 in Klandorf gedreht.[6]